# Mycoplasma crocodyli
Mycoplasma crocodyli è una specie di batterio appartenente alla famiglia delle Mycoplasmataceae.
Questo batterio è stato isolato dai polmoni e dalle articolazioni di coccodrilli del Nilo.